# به‌سوی اصفهان
کتاب به سوی اصفهان (به فرانسوی: Vers Ispahan) نوشته «پییر لوتی» (Pierre Loti) نویسنده و جهانگرد نامدار فرانسوی است، که در سال ۱۹۰۴ (میلادی) به رشته نگارش درآورده است. این کتاب  اولین بار توسط ذبیح الله منصوری و بعدها توسط بدرالدین کتابی، به فارسی ترجمه شده‌است.
لوتی در اواخر سده نوزدهم از سوی وزارت برون مرزی فرانسه مأمور شده بود که به هند سفر کند تا مراتب دوستی فرانسه را به آگاهی مهاراجه هند برساند. وی آنگاه از هند به ایران وارد می‌شود و از اصفهان دیدار می‌کند. این کتاب که به صورت یک دفتر خاطرات نوشته شده، ماجرای این سفر را بیان می‌کند.
نویسنده در کتاب به سوی اصفهان، با قلمی شیوا فقط به شرح سفر پنجاه روزهٔ خود به ایران و توصیف مناظر سر راهش و ثبت مشاهدات و رخدادهای روزمره اکتفا کرده و از پرداختن به مسایل جدی تاریخی، سیاسی و مانند آن پرهیز نموده‌است. این کتاب بر خلافِ بیشتر دیگر آثارش، به معنای واقعی یک سفرنامه است، زیرا فاقد دسیسه و شخصیتهای داستانی است. سفر کوتاه او که در دورهٔ سلطنت مظفرالدین شاه صورت گرفت، در ۱۷ آوریل ۱۹۰۱ با ورود به بندر بوشهر آغاز شد و در ۷ ژوئن با خروج از بندر انزلی به پایان رسید.